# Cysatus (månekrater)
Cysatus er et nedslagskrater på Månen. Det befinder sig på den sydlige del af Månens forside. På grund af dets sydlige positition ses Cysatus i perspektivisk forkortning fra Jorden. Det er opkaldt efter den schweiziske matematiker og astronom Jean-Baptiste Cysat (1588 – 1657).
Navnet blev officielt tildelt af den Internationale Astronomiske Union (IAU) i 1935. 

## Omgivelser
Cysatuskrateret er forbundet med den nordøstlige rand af det større Gruembergerkrater og trænger lidt ind i dettes indre. Stik syd for ligger Moretuskrateret, og mod øst ligger Curtiuskrateret.

## Karakteristika
Dette cirkulære krater mangler bemærkelsesværdige træk, da det ikke har betydende kratere over sin rand eller i den flade og jævne kraterbund. De indre vægge er uden terrasser og skråner blot ned mod bunden. Den indre kratervæg mod nordøst er lidt smallere end den øvrige.

## Satellitkratere
De kratere, som kaldes satellitter, er små kratere beliggende i eller nær hovedkrateret. Deres dannelse er sædvanligvis sket uafhængigt af dette, men de får samme navn som hovedkrateret med tilføjelse af et stort bogstav. På kort over Månen er det en konvention at identificere dem ved at placere dette bogstav på den side af satellitkraterets midte, som ligger nærmest hovedkrateret. Cysatuskrateret har følgende satellitkratere:
| Cysatus | Længde  | Bredde | Diameter |
| ------- | ------- | ------ | -------- |
| A       | 64,2° S | 0,8° V | 14 km    |
| B       | 65,7° S | 1,8° V | 8 km     |
| C       | 63,8° S | 0,6° Æ | 27 km    |
| D       | 65,0° S | 6,0° V | 5 km     |
| E       | 66,7° S | 1,3° V | 48 km    |
| F       | 63,9° S | 3,5° V | 5 km     |
| G       | 65,8° S | 0,3° V | 6 km     |
| H       | 66,8° S | 0,0° Ø | 8 km     |
| J       | 63,0° S | 0,8° Ø | 10 km    |

## Måneatlas
- Billeder af Cysatuskrateret i LPI-måneatlasset